# Slaget vid Liège
Slaget vid Liège var ett slag, eller snarast en serie av strider under första världskriget 5-15 augusti 1914, i samband med att de belgiska befästningarna i och runt Liège erövrades av tyskarna.
Tyska trupper, bestående av 6 ej mobiliserade brigader under befäl av Otto von Emmich hade 4 augusti 1914 överskridit belgiska gränsen, och ryckte snabbt fram mot Liège, som man planerade att inta för att kunna fortsätta sina framryckningar mot de viktiga Maasövergångarna. Staden försvarades av 12 runt staden belägna fort och 30.000 man under befäl av Gérard Leman. 5 augusti nådde det tyska trupperna fram till fortgördeln och natten mellan 5 och 6 augusti startades framryckningen mot staden, under det att svagare trupper dirigerades mot forten. Samtliga brigader utom den 14:e måste efter svåra nattliga strider och brist på ammunition avbryta frammarschen. Vid 14:e brigaden stupade chefen, men general Erich Ludendorff, framsänd av von Emmichs stab, tog befälet och lyckades natten till 7 augusti besätta broarna och på morgonen staden och citadellet. Till detta åkte general Ludendorff i bil, då han trodde det redan vara erövrat. Då på befallning portarna öppnades, stod på gården i stället för tyska soldater flera hundra belgiska, vilka dock kapitulerade. Ytterligare 2 tyska brigader trängde under dagen in i staden, och förberedelser vidtogs för fortens bekämpande. Redan 8 augusti efter beskjutning med fälthaubitsar gav sig det första. Från och med 11 augusti bearbetades fort efter fort med tungt artilleri, och 16 augusti gav sig det sista fortet. Redan 15 augusti hade kommendanten fallit i tysk fångenskap, då han arbetade sig fram ur spillrorna av fort Loncin, som fullständigt förstörts genom en krutexplosion.